# 나카오 아키요시
나카오 아키요시(일본어: 中尾明慶, 1988년 6월 30일 ~ )는 일본의 배우이다. 도쿄도 나카노구 출신으로, 소속사는 호리프로이다. 신체 172 cm, 혈액형 A형. 2013년 3월 21일에 나카 리이사와의 약혼 및 나카는 임신중(3개월)인 것을 발표했다.

## 출연 작품

### 텔레비전 드라마
- 푸드 파이트 (2000년)
- 3학년 B반 킨파치선생 시즌 6 (2001년)
- GOOD LUCK!! (2003년)
- 워터보이즈 2 (2004년)
- H2~너와 있던 날들 (2005년)
- 드래곤 사쿠라 (2005년)
- 브라더☆비트 (2005년)
- 탐정학원Q (2006년)
- 세일러복과 기관총 (2006년)
- 빙점 (2006년)
- 내 머리 속의 지우개 (2007년)
- 학문의 권유 (2007년)
- 루키즈 (2008년)
- 우리 집의 역사 (2010년)
- 99년의 사랑 (2010년)
- CONTROL~범죄 심리 수사~ 제7화 (2011년)
- 종전 스페셜 "개가 사라진 날" (2011년)
- 내가 연애할 수 없는 이유 (2011년)
- 이제 유괴따윈 하지 않아 (2012년)
- 죄와 벌 A Falsified Romance (2012년)
- 츠루카메 조산원~남쪽 섬으로부터~ (2012년)
- 고교입시 (2012년)
- 군사 칸베에 (2014년) - 도요토미 히데츠구 역

### 영화
- 전국자위대 1549 (2007년)
- 루키즈~졸업 (2009년)
- 시간을 달리는 소녀 (2010년)
- 컬러풀 (2010년) - 목소리 출연(더빙)
- 레일웨이즈 : 사랑을 전할 수 없는 어른들에게 (2011년)
- 역전재판 (2012년)
- 내 이야기!! (2015년)
- 초고속! 참근교대 리턴즈 (2016년)
- 닌쿄 야로 (2016년)
- 빽 투 더 아이돌 (2017년) - 카가 슈조 역
- 오늘 밤, 로맨스 극장에서 (2018년) - 야마나카 신타로 역
- 그림자 밟기 (2018년) - 오무로 마코토 역